# Braúnas
Braúnas là một đô thị thuộc bang Minas Gerais, Brasil. Đô thị này có diện tích 377,155 km², dân số năm 2007 là 5208 người, mật độ 12,2 người/km².